# Дилиан, Ирасема
Ирасема Дилиан (исп. Irasema Dilián), урождённая Ева Ирасема Варшаловская (пол. Eva Irasema Warschalowska; 27 мая 1924 или 24 мая 1924, Рио-де-Жанейро — 16 апреля 1996, Чепрано, Лацио) — бразильская актриса польского происхождения.

## Биография
Ирасема Дилиан родилась в Рио-де-Жанейро, Бразилия в семье польских эмигрантов. Начал актёрскую карьеру в Италии, с фильма Витторио Де Сика «Маддалена, ноль за поведение». В следующие несколько лет работала с режиссёрами Де Сика, Риккардо Фреда и Марио Сольдати, в паре с актрисой Алида Валли и актёром Россано Брацци.
С 1946—1949 года и до переезда в Мексику играла в испанских фильмах, дебютировав с ленты «Девушки в униформе» ремейка фильма Девушки в униформе (1931). В 1952 году была номинирована на премию Ариэль за фильм «Украденный рай». В следующие семь лет сыграл в фильмах с Артуро де Кордова, Педро Армендарисом и Педро Инфанте. Сыграла главную роль в экранизации романа Эмили Бронте «Грозовой перевал».

## Критика
В книге «Polish Film. A Twentieth Century History» писатели Роберт Хэммонд и Чарльз Форд отметили что „Ирасема Дилиан имела большой успех в трёх литературных экранизациях, где она была трогательной и скромной, гордой и любящий.“.

## Личная жизнь
Была жената на итальянском сценаристе Ардуино Майури.

## Фильмография
| Год  |   | Русское название             | Оригинальное название       | Роль                |
| ---- | - | ---------------------------- | --------------------------- | ------------------- |
| 1940 | ф | Маддалена, ноль за поведение | Maddalena, zero in condotta | Ева Барта           |
| 1940 | ф | Вот и счастье                | La Comédie du bonheur       | нет в титрах        |
| 1941 | ф | Тереза-Пятница               | Teresa Venerdì              | Лилли Пассалаква    |
| 1941 | ф | 9 часов: урок химии          | Ore 9: lezione di chimica   | Мария Ровани        |
| 1942 | ф | Маломбра                     | Malombra                    | Маломбра            |
| 1943 | ф | Музыка на ходу               | Fuga a due voci             | Мария Сантелли      |
| 1946 | ф | Чёрный орёл                  | Aquila nera                 | Маша                |
| 1947 | ф | Капитанская дочка            | La figlia del capitano      | Маша Миронова       |
| 1947 | ф | Курьер короля                | Il corriere del re          | Матильда де Ла-Моль |